# Капинос, Том
Том Капинос (англ. Tom Kapinos) — американский телевизионный исполнительный продюсер и телесценарист, известный прежде всего своим сериалом Californication.

## Ранний период жизни
Капинос родился 12 июля 1969 году в Левиттаун в штате Нью-Йорк, где и вырос. Окончил среднюю школу Айленд-Трис в 1987 году.

## Карьера
Капинос переехал из Нью-Йорка в Калифорнию в середине 1990-х, начав работать в Лос-Анджелесском Creative Artists Agency как читатель сценариев, пока Fox Studios не приобрела его первый сценарий для фильма «Дева Мария» в 1999 году, назначив актрису Дженнифер Энистон на главную роль. Фильм так и не был создан из-за задержек вызванных переписыванием сценария и занятостью Энистон в съемках сериала «Друзья», но интерес к сценарию проявили создатели сериала «Бухта Доусона», которые предлагают Капиносу работу в этом же году.
Начав свою карьеру на телевидении в 1999 году как сценарист, став исполнительным продюсером сериала «Бухта Доусона» (про который он говорил, что его работа над сериалом была похожа на четырёхлетний школьный лагерь, но было «запретным наслаждением для меня»). Капинос перешёл к созданию собственного сериала — «Californication», где он стал одновременно исполнительным продюсером и главным сценаристом.

## Фильмография

### Сценарист
В качестве сценариста работал над сериалами «Бухта Доусона» (20 эпизодов в 1999—2003 годах) и «Californication» (84 эпизода в 2007—2013 годах).

### Продюсер
В качестве продюсера работал над сериалами «Бухта Доусона» (сопродюсер — 10 эпизодов в 2000 году, супервайзинг продюсер — 23 эпизода в 2000—2001 годах, исполнительный продюсер — 46 эпизодов в 2001—2003 годах) и «Californication» (исполнительный продюсер 57 эпизодов из 60 в 2007—2013 годах).

### Творческий консультант
В качестве творческого консультанта работал над сериалом «Бухта Доусона» (13 эпизодов в 1999—2000 годах).

### Другое
Также Капиносу выражается отдельная благодарность в титрах фильма 2010 года «30 Is the New 12».